# Dublin Challenger
Il Dublin Challenger è stato un torneo professionistico di tennis giocato su campi in sintetico indoor. Faceva parte dell'ATP Challenger Series. Si giocava annualmente a Dublino in Irlanda.

## Albo d'oro

### Singolare
| Anno       | Campione       | Finalista         | Punteggio     |
| ---------- | -------------- | ----------------- | ------------- |
| 1994       | David Prinosil | Radomír Vašek     | 6–3, 6–3      |
| 1993       | Paolo Canè     | Jeremy Bates      | 6–3, 7–5      |
| 1992       | Martin Damm    | Arne Thoms        | 6–3, 6–2      |
| 1991- 1990 | Non disputato  | Non disputato     | Non disputato |
| 1989       | Henrik Holm    | Cristiano Caratti | 6–0, 4–6, 6–3 |
| 1988       | Neil Broad     | Tobias Svantesson | 7–6, 4–6, 6–3 |
| 1987       | Gianluca Pozzi | Alexandre Hocevar | 7–5, 4–6, 6–2 |

### Doppio
| Anno       | Campioni                         | Finalisti                        | Punteggio     |
| ---------- | -------------------------------- | -------------------------------- | ------------- |
| 1994       | Danny Sapsford Chris Wilkinson   | Arne Thoms Fernon Wibier         | 7–6, 2–6, 6–3 |
| 1993       | Marten Renström Mikael Tillström | Todd Nelson Bent-Ove Pedersen    | 6–2, 3–6, 6–3 |
| 1992       | Sander Groen Arne Thoms          | Douglas Geiwald Robbie Koenig    | 5–7, 6–4, 6–3 |
| 1991- 1990 | Non disputato                    | Non disputato                    | Non disputato |
| 1989       | Ugo Colombini Paul Wekesa        | Ted Scherman Peter Wright        | 6–4, 6–4      |
| 1988       | Neil Broad Stefan Kruger         | Marcos Hocevar Alexandre Hocevar | 4–6, 7–5, 7–6 |
| 1987       | Pieter Aldrich Warren Green      | Jason Goodall Peter Wright       | 6–7, 6–4, 6–4 |